# Pachycentria microsperma
Pachycentria microsperma är en tvåhjärtbladig växtart som beskrevs av Odoardo Beccari. Pachycentria microsperma ingår i släktet Pachycentria och familjen Melastomataceae. Inga underarter finns listade i Catalogue of Life.